# Kumbia Queers
Kumbia Queers est un groupe de punk rock argentin, originaire de Buenos Aires. Son style musical est une mélange de punk rock, de cumbia et de musique tropicale,.

## Biographie
Le groupe est formé en 2007, avec l'union des groupes She-Devils, Happy Makers, et le chanteur mexicain Ali Gua Gua du groupe Las Ultrasónicas. Chacun de ces groupes étant notoires dans la scène sud-américaine, ils se réunissent avec l'idée de faire des reprises de groupes et artistes comme The Cure, Madonna, les Ramones et Black Sabbath en version cumbia ; incorporant les thèmes du queer et de l'humour. Cette même année, ils publient leur premier album indépendant, intitulé Kumbia nena!.
Avec leur troisième album, sorti en 2012, le groupe aborde principalement leurs propres chansons et paroles. Cette même année, pendant 27 jours, ils jouent à Stockholm et à Madrid, effectuant un total de 25 concerts. En 2014, Kumbia Queers est invité par le jury du festival SXSW. Dans la même année, ils visitent les États-Unis. À l'été 2015, les Kumbia Queers retournent en Europe et publient, sans Ali Gua Gua, l'album Canta y no llores.
Le groupe est surtout connu non seulement en Argentine, mais aussi au Chili, en Espagne, aux États-Unis, au Mexique, au Japon, au Canada, entre autres, où ils ont joué de nombreux concerts.

## Discographie
- 2007 : Kumbia nena!
- 2010 : La Gran estafa del tropipunk
- 2012 : Pecados Tropicales
- 2015 : Canta y no llores
- 2019 : La Oscuridad Bailable